# 동키호테 (영화)
《동키호테》(Donkey Xote)는 2007년에 공개된 스페인의 애니메이션 영화이다. 미겔 데 세르반테스의 동명의 소설을 바탕으로 제작되었다.